# Francesco Rizzo
Francesco Rizzo (* 30. Mai 1943 in Rovito (CS), Italien; † 17. Juli 2022) war ein italienischer Fußballspieler.

## Karriere

### Verein
Rizzo begann seine Karriere bei Cosenza Calcio in der Serie C. 1961 wechselte er in die Serie B zur US Alessandria Calcio und ein Jahr später zum Ligakonkurrenten US Cagliari. Mit Cagliari stieg er 1964 in die Serie A auf. 1967 wurde er in die US-amerikanische Profiliga United Soccer Association zu den Chicago Mustangs ausgeliehen. Ab 1968 spielte Rizzo für den AC Florenz, mit dem er 1969 die italienische Meisterschaft gewann. Er wechselte 1970 zum FC Bologna, für den er zwei Spielzeiten aktiv war. Mit Bologna gewann er 1970 den italienischen Fußballpokal. Nach den weiteren Stationen bei der US Catanzaro und der AC Cesena schloss er sich 1974 dem CFC Genua an, mit dem er in der folgenden Saison in die Serie A aufstieg und wo er 1979 im Alter von 36 Jahren seine Spielerkarriere beendete.

### Nationalmannschaft
Als erster kalabresischer Spieler debütierte Rizzo am 15. Juni 1966 beim 6:1 im Vorbereitungsspiel zur Fußball-Weltmeisterschaft 1966 gegen Bulgarien in der italienischen Nationalmannschaft. In diesem Spiel gelangen ihm zwei Treffer, nachdem er in der zweiten Halbzeit für Gianni Rivera eingewechselt worden war. Er wurde in einem weiteren Testspiel beim 3:0-Sieg gegen Argentinien eingesetzt und in das italienische WM-Aufgebot berufen. Dort kam er jedoch nicht zum Einsatz. Italien schied nach der Gruppenphase aus dem Turnier aus.
Es folgten keine weiteren Berufungen in die Squadra Azzurra.

## Erfolge
- Italienischer Meister: 1968/69
- Italienischer Pokalsieger: 1970
- Englisch-italienischer Ligapokal-Sieger: 1970